# Lengyel Lajos (grafikus)
Lengyel Lajos (Makó, 1904. december 5. – Budapest, 1978. január 10.) Kossuth és Gutenberg-díjas (1966) magyar grafikus, tipográfus, könyvművész és fotóművész, a Kossuth Nyomda igazgatója, a Nyomdaipari Egyesület elnöke. A modern alkalmazott grafika egyik magyarországi úttörője volt.

## Életrajza
Szülei Lengyel Ferenc és Hangai Piroska voltak. Makón kezdte pályáját betűszedőként az első világháborút követő években. 1927-ben Budapestre költözött. Barátságot kötött Schubert Ernővel, Juhász Lászlóval, Kepes Györggyel, Korniss Dezsővel, Trauner Sándorral valamint Moholy-Nagy Lászlóval. Tanult egy ideig Goldmann György képzőművészeti műtermében. Reklámgrafikusként kezdte pályafutását. Érdeklődött a fotomontázs iránt, majd a könyvtervezés felé fordult. A II. világháború után a Független Nyomda igazgatója, 1946-tól a Nyomdaipari Igazgatóság vezetője, 1949-től húsz éven át a Kossuth Nyomda igazgatója, 1970-től 1978-ig, haláláig a Nyomdaipari Egyesülés elnöke volt. Igazgatói működéséhez kötődik a Kossuth Nyomdában a minőségigényes könyvgyártás beindítása.
1956-tól ő volt a Magyar Grafika című folyóirat felelős szerkesztője. Sok szép cikket írt pl. a minden évben megrendezett Szép magyar nyomtatott könyvek hazai és nemzetközi szerepléséről.
Pályája elején Kassák Lajos Munka-körében tagja lett a szociofotósok körének, idősebb korában megint sokat fényképezett. Politikai- és reklámgrafikával, szociofotóval, fotómontázzsal foglalkozott. Első reprezentatív grafikai munkája, a Magyar Grafika 1930. szeptember-október számának címlapja montázs technikával készült. Jellegzetesek könyvborítói, köztük:
- Babits emlékkönyv (1941)
- Szerb Antal Világirodalom (1941)
- Illyés Gyula Mint a darvak (1942)
- Szabó Zoltán Szerelmes földrajz (1942)
- Michelangelo versei (1959)
- Alberto (1964)

Továbbra is alkalmazta a montázst művészi munkásságában, de az elemek virtuóz kombinálása helyett egyszerűbb, leszűrtebb megoldásokat választott. Mind gyakrabban élt a művészettörténeti albumokból ismert részletek kinagyításának eszközeivel. Grafikai és tipográfiai művészetének legteljesebb, leggazdagabb darabja az Alberto-kötet. Első nemzetközi elismerését a lipcsei nemzetközi könyvművészeti kiállítás könyvkötészeti pályázatán kapta (bronzérem). 1970-ben a moszkvai nemzetközi könyvművészeti verseny nagydíját nyerte, 1971-ben a lipcsei Lenin-pályázaton ezüstérmet nyert. Munkáit a MNG-ban, 1972-ben rendezett kiállításán mutatta be. Kiállítást rendezett műveiből a debreceni Kossuth Lajos Tudományegyetem. Emlékkiállítását Miskolcon rendezték a József Attila Könyvtárban. Kossuth-díjjal (1961), Gutenberg-díjjal (1965) és Tótfalusi Kis Miklós-díjjal (1974) tüntették ki.

## Művei
- Kilenc festő és grafikus kiállítása (1966)
- Haár Ferenc munkássága (1969)
- Képzőművészeti zsebkönyvtár (1976)

## Fotói

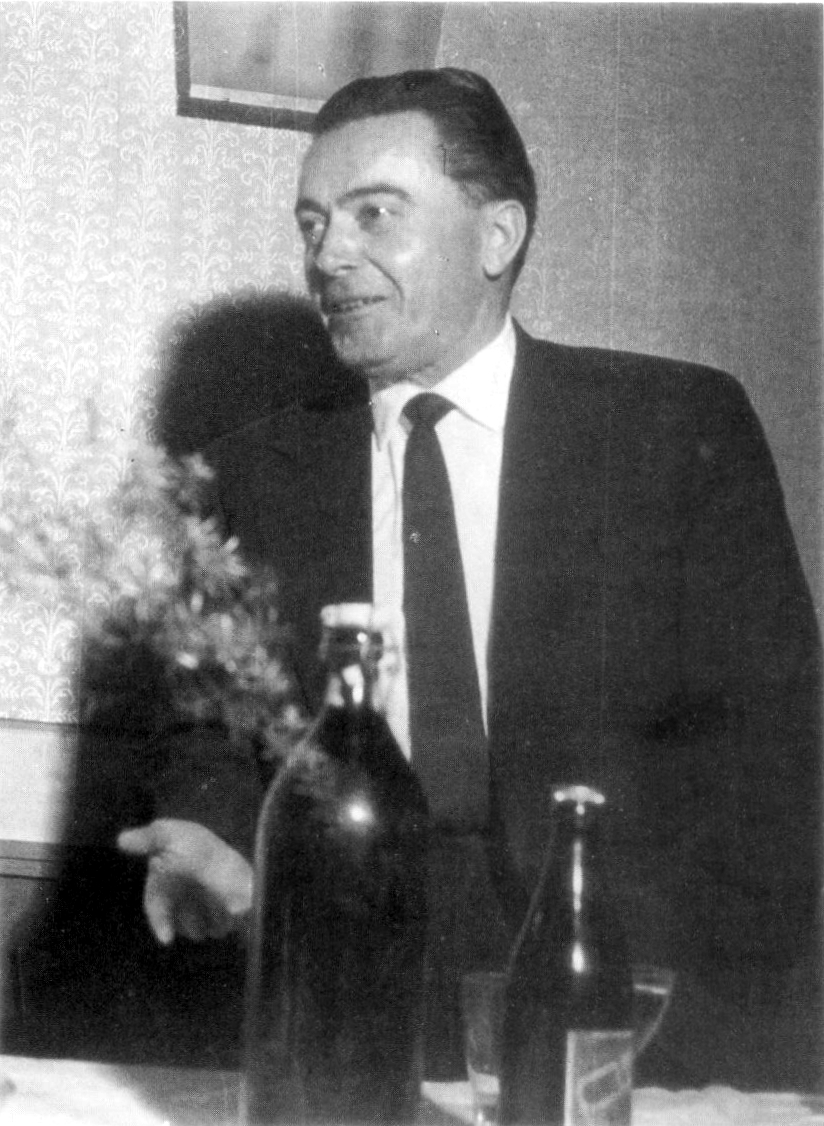
Lengyel Lajos

Az idő emlékezete (1971)

## Fontosabb könyvtervei
- Tolsztoj: Nikita gyermekkora (1946)
- Világirodalmi Könyvtár (1955)
- Genthon István: Rippl-Rónai, the Hungarian NABI (1958)
- Heltai Jenő: Az ezerkettedik éjszaka (1958)
- Michelangelo versei (1959)
- Bibliotheca Musica (1960)
- Ipari Művészet (1960)
- Ady Endre összes versei (1961)
- Shakespeare összes művei (1961)
- Balzac összes művei, I-X. kötet (1962)
- József Attila összes versei (1962)
- Christoffel Hermanus Kühn: Gutenberg mester (1963)
- Alberto (1964)
- Képes krónika (1964)
- Radnóti Miklós összes versei (1965)
- Architektura sorozat (1966)
- Urbach Zsuzsa: Korai németalföldi táblaképek (1971)

## Egyéni kiállítások
- 1973 Magyar Nemzeti Galéria, Budapest (kat.) - Bakony Múzeum, Veszprém
- 1974 József Attila Múzeum, Makó - Magyar Kultúra Háza, Berlin
- 1976 Kossuth Lajos Tudományegyetem, Debrecen
- 1979 József Attila Könyvtár, Miskolc
- 1989 Fotóművészeti Galéria, Budapest
- 1995 Kassák Lajos Emlékmúzeum, Budapest

## Válogatott csoportos kiállítások
- 1932 A mi életünkből, Budapest
- 1966 Damjanich János Múzeum, Szolnok
- 1966 A magyar fotóművészet 125 éve, Magyar Nemzeti Galéria, Budapest
- 1976 Expozíció, Hatvany Lajos Múzeum, Hatvan
- 1977 Tegnap és ma, Damjanich János Múzeum, Szolnok
- 1981-1983 A magyar fotográfia története, Műcsarnok, Budapest, Belgium, Dánia, Norvégia, Hollandia
- 1982 A kollázs a magyar művészetben, Kassák Lajos Emlékmúzeum, Budapest
- 1988 Avantgárd és proletkult, Kassák Lajos Emlékmúzeum, Budapest
- 1994 IX. Esztergomi fotóbiennálé, Esztergomi Vármúzeum, Esztergom
- 1998 Fotográfusok - Made in Hungary, Arles - Prága
- 1999 Bécs, Milánó, Antwerpen